# Shintaro Harada
Shintaro Harada (Saitama, 8 november 1980) is een Japans voetballer.

## Carrière
Shintaro Harada speelde tussen 1999 en 2009 voor Yokohama F. Marinos, Omiya Ardija, Tokushima Vortis, ALO's Hokuriku en Crystal Palace Baltimore. Hij tekende in 2010 bij Pittsburgh Riverhounds. Op zijn 32e zet Harada zijn carrière voort bij Dayton Dutch Lions FC.